# Neoechinorhynchus (Neoechinorhynchus) dimorphospinus
Neoechinorhynchus (Neoechinorhynchus) dimorphospinus is een soort haakworm uit het geslacht Neoechinorhynchus. De worm behoort tot de familie Neoechinorhynchidae. Neoechinorhynchus (Neoechinorhynchus) dimorphospinus werd in 1996 beschreven door Amin & Sey.